# Métro de Ganzhou
Le métro de Ganzhou  est un réseau de métro planifié pour la ville de Ganzhou, dans la province du Jiangxi en République populaire de Chine.
Le "Plan directeur de la zone métropolitaine de Ganzhou (2012-2030)" prévoit la construction de 4 lignes, qui couvriront le district de Zhanggong, le district de Nankang et le district de Ganxian.
Le train forestier de Gannan (赣州森林小火车), qui a débuté au début des années 1960, a vu son trafic fortement réduit dans les années 1980, puis interrompu de 1998 à 2011. C'est maintenant un train touristique fonctionnant à vapeur,.

## Histoire (train forestier & métro)
En 1964, le petit train forestier de Ganzhou (赣州森林小火车) est officiellement entré en service. C'est le chemin de fer à voie étroite avec le plus petit écartement au monde. Le train à vapeur est le principal moyen de transport du bois dans les régions montagneuses du sud de Gannan mais aussi un moyen de transport pour les passagers,.
En 1998, le train forestier de Ganzhou est arrêté.
En septembre 2009, la ville de Ganzhou a créé le « Groupe pilote pour la préparation de la planification du transport ferroviaire urbain dans la ville centrale » (中心城区城市轨道交通规划编制工作领导小组) .
En 2011, le petit train forestier de Ganzhou a été rénové et le tronçon Shangyou a redémarré.
En 2018, la planification de la zone Fenggang de Ganzhou a été publiée et il a été proposé de continuer à restaurer le petit train forestier et à le transformer en une ligne touristique spéciale. Le train part dorénavant de la gare de Ganzhou-Ouest. La même année l'Office des chemins de fer de Ganzhou annonce que le plan de construction du métro de Ganzhou a été approuvé par le gouvernement municipal l'année précédente et que la planification du réseau de lignes est terminée. « Les indicateurs économiques de Ganzhou sont actuellement inférieurs aux nouvelles exigences nationales, mais ces dernières années le taux de croissance a toujours été de plus de 8%, la tendance est bonne et nous nous efforçons d'atteindre les prérequis de base dès que possible. » Les travaux de la station de métro situé dans la gare de Ganzhou-Ouest débutent. Une fois terminé la station aura trois étages souterrains.
Le «Plan directeur de la zone métropolitaine de Ganzhou (2012-2030)» (赣州都市区总体规划) est annoncé en août 2019, il prévoit 4 lignes de métro d'une longueur totale de 80  à   100 km.

## Lignes

### En opération
Chemin forestier de Gannan (zh:赣南森林铁路) (redémarré en 2011),.

### Planification du métro
Ligne 1: Zone de développement (开发区) -  Shuixi (水西) - Vieille ville de Hetao (河套老城) - Nouveau district de Zhangjiang (章江新区) - Quartier du centre financier des affaires de Rongjiang (蓉江金融商务中心区).
Ligne 2: Nouveau district du nord du comté de Gan (赣县北部新区) - Meilin (梅林) - Vieille ville de Hetao (河套老城) - Zone de développement (开发区) - Gare ferroviaire à grande vitesse de Ganzhou (Fenggang) (赣州高铁站-凤岗) - Sanjiang (三江) - Quartier du centre financier des affaires de Rongjiang (蓉江金融商务中心区), formant un transfert avec la ligne 1 à la porte sud de la vieille ville.
Ligne 3: Quartier du centre financier des affaires de Rongjiang (蓉江金融商务中心区) - Nankang Longling (南康龙岭) - Nouveau district de Nankang Dongshan (南康东山新区) - Vieille ville de Nankang (南康老城区).
Ligne 4: Quartier du centre financier des affaires de Rongjiang (蓉江金融商务中心区) - Sanjiang (三江) - Gare ferroviaire à grande vitesse de Ganzhou (Fenggang) (赣州高铁站-凤岗) - Aéroport (机场).